# С девяти до пяти
«С девяти до пяти» (англ. Nine to Five) — американская комедия 1980 года. Иногда название пишется просто, как «9 to 5» (с 9 до 5). Фраза «с 9 до 5» в США обозначает стандартную часовую норму работы в день у белых воротничков, насчитывая таким образом 40 часов в неделю. В 1981 фильм номинировался на Золотой Глобус в трёх номинациях. Кассовый успех фильма повлёк за собой создание менее успешного одноимённого телесериала, который шёл в 1982-1983 и 1986-88 годах, насчитывая 85 эпизодов, а в 2009 году на Бродвее открылся одноимённый мюзикл.

## Сюжет
Джудит Бёрнли, которая вынуждена была искать работу после семи лет брака, когда компания её мужа обанкротилась, а сам он растратил все их сбережения и слинял с секретаршей, устраивается секретарём в офис крупной американской корпорации «Консолидейтед». Показывающая ей рабочее место супервайзер Вайолетт Ньюстед рассказывает Джудит о двух больших шишках. Первой шишкой является директор офиса Франклин Харт-младший — тиран и женофоб, второй — не менее неприятная Роз Кейт, которая одновременно является помощником-референтом Харта и его стукачкой. Харт чуть не доводит Джудит до слёз в первый же день работы, когда она по неопытности устраивает сбой в работе ксерокса. Помимо этого, Харт вообще плохо обращается со всеми сотрудниками офиса, эксплуатирует их для лишней работы, запрещает иметь личные вещи на столах (так как он придерживается мнения, что «экономика должна быть экономной»), из-за чего в офисе царит очень безрадостная атмосфера, а сотрудники даже не могут наедине высказать недовольства, потому что Роз Кейт постоянно шпионит за ними и доносит Харту всё, о чём они говорят.
Наконец наступает момент, когда расстроенные Джудит и Вайолетт оказываются в баре: Джудит, потому что Харт уволил одну сотрудниц по имени Мария, потому что та обсуждала с коллегой их зарплаты (о чём ему донесла Роз), а Вайолетт, потому что мало того, что Харт выдавал начальству все её разработки по производительности под свои именем, так ещё и долгожданное повышение отдал другому сотруднику, который во-первых, проработал меньше Вайолетт, а во-вторых, он мужчина, и Харт заявляет Вайолетт, что сделал это потому, что «клиенты предпочитают иметь дело с мужчинами». К ним присоединяется другая секретарша — миловидная и пышнотелая Дорали Родс, которая в ярости: Харт давно пытался соблазнить её, но Дорали, будучи счастливо замужней, даже не думала отвечать ему взаимностью. А между тем, другие работники офиса, видя попытки Харта и не зная всей картины в целом, начинают думать, что Дорали спит с Хартом, из-за чего она не может понять, почему они все так холодно к ней относятся. Узнав правду она сообщает Харту, что носит в сумочке пистолет и если он ещё раз будет распускать о ней грязные слухи, то она его «одним выстрелом превратит из петуха в курицу». 
Найдя у Вайолтетт косяк марихуаны, сделанный её сыном, они идут к Дорали домой, где раскуривают его. У женщин просыпается фантазия на тему чтобы они сделали с Хартом: Джуди представляет, как весь офис открыл на Харта облаву, какую охотники устраивают на животных. Когда Харт прячется в своём кабинете, там его, сидя в его кресле, встречает Джудит, которая делает финальный выстрел и голова Харта, на манер охотничьего трофея, украшает стену. Дорали представляет себя женщиной-ковбоем и одновременно начальницей Харта. Она пытается соблазнить его точно так же, как он пытается в реальности сделать с ней, а когда он пытается сбежать, то Дорали набрасывает на него лассо и подвешивает над костром. Вайолетт, заявив, что она не может быть такой жестокой, представляет себя в образе диснеевской Белоснежки, которая с вечной улыбкой на лице в окружении анимированных животных выполняет прихоти Харта. Когда тот просит её налить ему кофе (чего он в реальности часто требует от неё, невзирая на её статус супервайзера), Вайолетт со всё той же улыбкой добавляет в кофе яд. Когда Харту от выпитого становится плохо и он падает в кресло, Вайолетт подкатывает кресло к распахнутому окну. «Это потому, что я женофоб, эгоист, лжец и лицемерный ханжа?» — спрашивает её Харт, на что Вайолетт с возгласом «Бинго!» выталкивает его в окно.
На следующий день Вайолетт, будучи очень сердитой на Харта и, к тому же, отвлечённой разговором с другой сотрудницей, не глядя по ошибке насыпает в кофе Харту вместо сахара мышьяк и относит ему чашку. Харт, готовясь отпить, слишком сильно откидывается в кресле и падает, ударившись головой, из-за чего теряет сознание (отпить отравленный кофе он не успевает, тот разливается). Его госпитализируют, а через какое-то время Вайолетт обнаруживает, что натворила, и в панике срочно едет в больницу. Тем временем, Харт приходит в себя и уходит из больницы, отказавшись от какой-либо помощи врачей, считая, что они хотят содрать с него лишние деньги. Вайолетт, не зная этого, по ошибке принимает труп постороннего человека за Харта и решает выкрасть его, чтобы тому не делали вскрытие. К счастью, она, Джудит и Дорали очень скоро замечают свою ошибку и тайком возвращают труп в больницу. Так и не добившись никаких сведений относительно Харта, женщины решают выждать до следующего дня. На следующий день они испытывают шок, увидев живого Харта, но узнав, что причиной его вчерашнего недуга была обычная шишка на голове, решают забыть произошедшее, как страшный сон. Однако их слышит «ищейка» Харта Роз, о чём и доносит ему. Харт вызывает к себе Дорали и начинает шантажировать: или интим, или он сдаст их полиции. У Дорали от перенесённого стресса просыпается её наркотическая фантазия и она связывает Харта телефонным проводом, а когда он пытается сбежать, Джудит стреляет в него из пистолета Дорали, но, к счастью, промахивается. Однако теперь Харт напуган и позволяет женщинам запихнуть его в багажник и отвезти к нему домой, где они привязывают его к кровати, пользуясь тем, что его жена Мисси проводит каникулы за границей. 
Ночь они проводят в раздумьях о том, как заставить Харта замолчать. Случайно Вайолетт находит закладные на оборудование «Консолидейтед» в одном из складов, а съездив туда, обнаруживает, что склад пуст: Харт продал оборудование, а деньги от продажи присвоил себе. Теперь всё, что нужно, это дождаться из бухгалтерии нужных документов, но прибудут они только через несколько недель, а значит, Харта всё это время придётся держать взаперти. Соорудив самодельную систему, которая ограничивает передвижения Харта по комнате, женщины, научившись подделывать его подпись, начинают руководить офисом от его имени. Они заменяют часовой режим вахтенным, вводят программу разделения должностных обязанностей, которая позволяет людям работать на полставки, организовывают детский сад для тех сотрудников, у которых есть дети, и возвращают на работу тех, кого Харт ранее уволил (в том числе и Марию). Выясняется, что все как в офисе, так и за его пределами, так ненавидели Харта или боялись его, что на его долгое отсутствие никто не обращает внимание, кроме Роз, но женщины отправляют её за границу в языковую школу.
Однако Мисси возвращается с каникул раньше запланированного, из-за чего Харту удаётся освободиться (при этом Мисси не понимает, что он был в заложниках, так как Джудит, Вайолетт и Дорали, зная о том, что у четы Харт односторонняя любовь, несколько раз посылали ей от имени её мужа цветы). Изображая, что он якобы всё ещё связан, Харт, улучив момент, загружает склад оборудованием, а затем находит пистолет Дорали и, взяв женщин на прицел, ведёт их к нему в офис, где очень неприятно поражается тамошним переменам. Но тут в офис неожиданно приходит председатель правления Рассел Тинсуорти, который в восторге от нововведений, потому что производительность офиса резко возросла. Харт только счастлив приписать себе всё, что сделали женщины, что его и губит, потому что Тинсуорти в благодарность решает отправить Харта в бразильское отделение «Консолидейтед» на ближайшие несколько лет. Харт не рад этому, но у него нет другого выбора. После того, как Тинсуорти и Харт уходят, неожиданно возвращается из языковой школы Роз, которая в недоумении застаёт в кабинете Харта празднующих долгожданную победу Вайолетт, Джудит и Дорали. Далее следуют надписи, раскрывающие дальнейшую судьбу персонажей: Вайолетт была повышена до вице-президента, Джудит вышла замуж за ремонтника ксерокса, а Дорали ушла с работы и стала певицей, о чём до этого мечтала. Харт же был схвачен племенем амазонок в бразильских джунглях и пропал без вести.

## В ролях
| Актёр            | Роль                     |
| ---------------- | ------------------------ |
| Джейн Фонда      | Джуди Бернли             |
| Лили Томлин      | Вайолет Ньюстед          |
| Долли Партон     | Дорали Родс              |
| Дэбни Коулмен    | Франклин М. Харт-младший |
| Норма Дональдсон | Бэтти                    |
| Стерлинг Хэйден  | Расселл Тинсуорти        |
| Элизабет Уилсон  | Роз Кейт                 |
| Генри Джонс      | мистер Хинкл             |
| Лоуренс Прессмен | Дик Бернли               |
| Мэриан Мерсер    | Мисси Харт               |

## Награды
- 1981 — номинация на премию «Оскар»
  - Лучшая оригинальная песня в фильме (песня «С девяти до пяти»)
- 1981 — номинации на премию «Золотой Глобус»
  - Лучшая песня, лучшая комедийная актриса, лучший дебют (всё Долли Партон)
- 1982 — номинация на премию «Грэмми»
  - Лучшая музыка в фильме
- 1982 — премия People’s Choice Awards
  - Лучшая музыка в фильме